# Tonnie Foletta
Anthonie (Tonnie, Tonny of Tony) Foletta (Haarlem, 26 september 1904 – Amsterdam, 2 juli 1980) was een Nederlands hoorspel- en televisieacteur en variété-artiest. Hij was de broer van acteur Sies Foletta.
Foletta begon als cabaretier, maar werd in 1929 acteur bij het gezelschap van Herman Bouber. Dat bleef hij tot 1943, toen hij met zijn vrouw en broer Sies naar Zwitserland verhuisde. Daar zette hij een variétéprogramma op. In 1946 kwam Foletta weer naar Nederland. Hij speelde hier honderden hoorspelrollen.
Foletta was vooral in de jaren zestig en jaren zeventig actief voor de Nederlandse televisie. Hij speelde drie verschillende rollen in de televisieserie Swiebertje. In het seizoen '54/'55 speelde hij Bromsnor, in '73/'74 de bode Hubbezak van de burgemeester en in '74/'75 speelde hij Boer Dykema.

## Rollen
Foletta speelde behalve in Swiebertje ook in:
- Candida ('53/'54)
- Spoken ('57/'58)
- Adriaan en Olivier ('58/'59)
- Tien Kleine Negertjes ('68/'69)
- De kleine waarheid ('70/'71 en '71/'72)
- Brainwave ('75/'76)
- Centraal Station ('76/'77)

## Hoorspelrollen
- Wolf Bidenhander in Floriaan Geyer

Verder had hij rollen in:
- De witte hel (1957)
- Hoogspanning – De e-loc (1960)
- Paul Vlaanderen en het Margo-mysterie (1962)
- De kinderkaravaan (1963)
- Ware legende (1964)
- Ontmoeting op Margraten (1965)
- 1984 (1967)
- Een kerstboom staat overal (1967)
- Meester Bikkel en het vliegende bed (1968)
- Draaiorgel vermist (1970)
- Interview met Josef Kaifas (1970)
- Vluchtroute (1970)
- Sterven in Zwolle (1971)
- Barend (1972)
- Bericht over de pest in Londen (1972)
- Martje en het IQ van 157 (1972)
- Oké ma laten we er verder niet meer over ouwehoeren (1972)
- Spinoza: gesprekken op de grenslijn (1972)
- Thuiskomst (1972)
- Operatie Tik-tak (1973)
- Deurwaarders-delerium  (1974)
- Holland moet weer blank en rustig worden (1974)